# Grego cipriota
Grego cipriota (em grego: κυπριακά ελληνικά [cipriaˈka elːiniˈka] ou κυπριακά [cipriaˈka]) refere-se ao dialeto da língua grega falado pela maioria dos gregos de Chipre e aqueles que imigraram. É considerada uma variedade divergente, pois difere do grego moderno padrão em vários aspectos de seu léxico, fonética, fonologia, morfologia, sintaxe e até pragmática, não só por razões históricas, mas pelo isolamento geográfico, diferentes padrões de assentamento e amplo contato com idiomas de tipologia distinta.